# Rząd Bolesława Bieruta i Józefa Cyrankiewicza
Rząd Bolesława Bieruta i Józefa Cyrankiewicza – rząd pod kierownictwem premiera Bolesława Bieruta (dotychczasowego Prezydenta RP i przewodniczącego KC PZPR), desygnowanego na Prezesa Rady Ministrów 20 listopada 1952 przez Sejm PRL I kadencji, po ustąpieniu dotychczasowego rządu Józefa Cyrankiewicza.
21 listopada 1952 Sejm powołał rząd w składzie zaproponowanym przez Bolesława Bieruta. W skład Rady Ministrów weszło 39 członków: premier, 8 wicepremierów i 30 ministrów. Cztery ministerstwa pozostały nieobsadzone. W 1954 Bolesław Bierut został odwołany ze stanowiska prezesa Rady Ministrów, a zastąpił go dotychczasowy wicepremier Józef Cyrankiewicz. 20 lutego 1957 rząd złożył dymisję gabinetu Sejmowi II kadencji. Przestał funkcjonować tydzień później, gdy powołano drugi rząd Józefa Cyrankiewicza.
W składzie Rady Ministrów następowały duże zmiany: spowodowane odwołaniem Bolesława Bieruta w 1954 oraz wydarzeniami z października 1956.

## Rada Ministrów Bolesława Bieruta i Józefa Cyrankiewicza (1952–1957)
| Funkcja                                                                           | Imię i nazwisko               | Imię i nazwisko             | Czas pełnienia funkcji    | Czas pełnienia funkcji |
| Funkcja                                                                           | Imię i nazwisko               | Imię i nazwisko             | Od                        | Do                     |
| --------------------------------------------------------------------------------- | ----------------------------- | --------------------------- | ------------------------- | ---------------------- |
| Prezes Rady Ministrów                                                             |                               | Bolesław Bierut (PZPR)      | 20 listopada 1952(dts)    | 18 marca 1954(dts)     |
| Wiceprezes Rady Ministrów                                                         | Józef Cyrankiewicz (PZPR)     | 21 listopada 1952(dts)      | 18 marca 1954(dts)        |                        |
| Prezes Rady Ministrów                                                             | Józef Cyrankiewicz (PZPR)     | 18 marca 1954(dts)          | 20 lutego 1957(dts)       |                        |
| Wiceprezes Rady Ministrów                                                         | Władysław Dworakowski (PZPR)  | 21 listopada 1952(dts)      | 18 marca 1954(dts)        |                        |
| Przewodniczący Komitetu do spraw Bezpieczeństwa Publicznego przy Radzie Ministrów | Władysław Dworakowski (PZPR)  | 14 grudnia 1954(dts)        | 30 marca 1956(dts)        |                        |
| Wiceprezes Rady Ministrów                                                         | Tadeusz Gede (PZPR)           | 21 listopada 1952(dts)      | 24 października 1956(dts) |                        |
| Wiceprezes Rady Ministrów                                                         | Piotr Jaroszewicz (PZPR)      | 21 listopada 1952(dts)      | 27 lutego 1957(dts)       |                        |
| Minister górnictwa węglowego                                                      | Piotr Jaroszewicz (PZPR)      | 14 maja 1954(dts)           | 23 marca 1956(dts)        |                        |
| Wiceprezes Rady Ministrów                                                         | Stefan Jędrychowski (PZPR)    | 21 listopada 1952(dts)      | 24 października 1956(dts) |                        |
| Przewodniczący Komisji Planowania przy Radzie Ministrów                           | Stefan Jędrychowski (PZPR)    | 11 lipca 1956(dts)          | 27 lutego 1957(dts)       |                        |
| Wiceprezes Rady Ministrów                                                         | Hilary Minc (PZPR)            | 21 listopada 1952(dts)      | 18 marca 1954(dts)        |                        |
| Przewodniczący Państwowej Komisji Planowania Gospodarczego                        | Hilary Minc (PZPR)            | 21 listopada 1952(dts)      | 18 marca 1954(dts)        |                        |
| I zastępca Prezesa Rady Ministrów                                                 | Hilary Minc (PZPR)            | 18 marca 1954(dts)          | 10 października 1956(dts) |                        |
| Wiceprezes Rady Ministrów                                                         | Zenon Nowak (PZPR)            | 21 listopada 1952(dts)      | 18 marca 1954(dts)        |                        |
| I zastępca Prezesa Rady Ministrów                                                 | Zenon Nowak (PZPR)            | 18 marca 1954(dts)          | 24 października 1956(dts) |                        |
| Wiceprezes Rady Ministrów                                                         | Zenon Nowak (PZPR)            | 24 października 1956(dts)   | 27 lutego 1957(dts)       |                        |
| Wiceprezes Rady Ministrów                                                         | Konstanty Rokossowski (PZPR)  | 21 listopada 1952(dts)      | 13 listopada 1956(dts)    |                        |
| Minister obrony narodowej                                                         | Konstanty Rokossowski (PZPR)  | 21 listopada 1952(dts)      | 13 listopada 1956(dts)    |                        |
| Minister gospodarki komunalnej                                                    | Feliks Baranowski (PZPR)      | 21 listopada 1952(dts)      | 1 lutego 1956(dts)        |                        |
| Minister oświaty                                                                  | Feliks Baranowski (PZPR)      | 11 września 1956(dts)       | 13 listopada 1956(dts)    |                        |
| Minister budownictwa przemysłowego                                                | Czesław Bąbiński (PZPR)       | 21 listopada 1952(dts)      | 14 lipca 1956(dts)        |                        |
| Minister Państwowych Gospodarstw Rolnych                                          | Hilary Chełchowski (PZPR)     | 21 listopada 1952(dts)      | 7 grudnia 1954(dts)       |                        |
| Minister handlu zagranicznego                                                     | Konstanty Dąbrowski (PZPR)    | 21 listopada 1952(dts)      | 9 grudnia 1956(dts)       |                        |
| Minister rolnictwa                                                                |                               | Jan Dąb-Kocioł (ZSL)        | 21 listopada 1952(dts)    | 18 marca 1954(dts)     |
| Minister leśnictwa                                                                | 18 marca 1954(dts)            | Jan Dąb-Kocioł (ZSL)        | 16 lipca 1956(dts)        |                        |
| Minister leśnictwa i przemysłu drzewnego                                          | 17 lipca 1956(dts)            | Jan Dąb-Kocioł (ZSL)        | 27 lutego 1957(dts)       |                        |
| Minister finansów                                                                 |                               | Tadeusz Dietrich (PZPR)     | 21 listopada 1952(dts)    | 27 lutego 1957(dts)    |
| Minister przemysłu rolnego i spożywczego                                          | Mieczysław Hoffmann (PZPR)    | 21 listopada 1952(dts)      | 16 lipca 1956(dts)        |                        |
| Minister przemysłu spożywczego                                                    | Mieczysław Hoffmann (PZPR)    | 17 lipca 1956(dts)          | 27 lutego 1957(dts)       |                        |
| Minister oświaty                                                                  | Witold Jarosiński (PZPR)      | 21 listopada 1952(dts)      | 4 sierpnia 1956(dts)      |                        |
| Minister energetyki                                                               | Bolesław Jaszczuk (PZPR)      | 21 listopada 1952(dts)      | 7 lipca 1956(dts)         |                        |
| Minister przemysłu maszynowego                                                    | Bolesław Jaszczuk (PZPR)      | 7 lipca 1956(dts)           | 27 lutego 1957(dts)       |                        |
| Minister-szef Urzędu Rady Ministrów                                               | Kazimierz Mijal (PZPR)        | 21 listopada 1952(dts)      | 1 lutego 1956(dts)        |                        |
| Minister gospodarki komunalnej                                                    | Kazimierz Mijal (PZPR)        | 1 lutego 1956(dts)          | 27 lutego 1957(dts)       |                        |
| Minister handlu wewnętrznego                                                      | Marian Minor (PZPR)           | 21 listopada 1952(dts)      | 27 lutego 1957(dts)       |                        |
| Minister górnictwa                                                                | Ryszard Nieszporek (PZPR)     | 21 listopada 1952(dts)      | 14 maja 1954(dts)         |                        |
| Minister budownictwa miast i osiedli                                              | Roman Piotrowski (PZPR)       | 21 listopada 1952(dts)      | 14 lipca 1956(dts)        |                        |
| Minister leśnictwa                                                                |                               | Bolesław Podedworny (ZSL)   | 21 listopada 1952(dts)    | 18 marca 1954(dts)     |
| Minister żeglugi                                                                  |                               | Mieczysław Popiel (PZPR)    | 21 listopada 1952(dts)    | 13 listopada 1956(dts) |
| Minister bezpieczeństwa publicznego                                               | Stanisław Radkiewicz (PZPR)   | 21 listopada 1952(dts)      | 14 grudnia 1954(dts)      |                        |
| Minister Państwowych Gospodarstw Rolnych                                          | Stanisław Radkiewicz (PZPR)   | 7 grudnia 1954(dts)         | 19 kwietnia 1956(dts)     |                        |
| Minister szkolnictwa wyższego                                                     | Adam Rapacki (PZPR)           | 21 listopada 1952(dts)      | 27 kwietnia 1956(dts)     |                        |
| Minister spraw zagranicznych                                                      | Adam Rapacki (PZPR)           | 27 kwietnia 1956(dts)       | 27 lutego 1957(dts)       |                        |
| Minister przemysłu chemicznego                                                    | Bolesław Rumiński (PZPR)      | 21 listopada 1952(dts)      | 27 lutego 1957(dts)       |                        |
| Minister transportu drogowego i lotniczego                                        | Jan Rustecki (PZPR)           | 21 listopada 1952(dts)      | 27 lutego 1957(dts)       |                        |
| Minister spraw zagranicznych                                                      | Stanisław Skrzeszewski (PZPR) | 21 listopada 1952(dts)      | 27 kwietnia 1956(dts)     |                        |
| Minister kultury i sztuki                                                         | Włodzimierz Sokorski (PZPR)   | 21 listopada 1952(dts)      | 19 kwietnia 1956(dts)     |                        |
| Minister przemysłu lekkiego                                                       | Eugeniusz Stawiński (PZPR)    | 21 listopada 1952(dts)      | 27 lutego 1957(dts)       |                        |
| Wiceprezes Rady Ministrów                                                         | Eugeniusz Stawiński (PZPR)    | 4 maja 1956(dts)            | 24 października 1956(dts) |                        |
| Minister kolei                                                                    | Ryszard Strzelecki (PZPR)     | 21 listopada 1952(dts)      | 27 lutego 1957(dts)       |                        |
| Minister zdrowia                                                                  | Jerzy Sztachelski (PZPR)      | 21 listopada 1952(dts)      | 13 listopada 1956(dts)    |                        |
| Minister bez teki                                                                 | Jerzy Sztachelski (PZPR)      | 13 listopada 1956(dts)      | 27 lutego 1957(dts)       |                        |
| Minister łączności                                                                |                               | Wacław Szymanowski (ZSL)    | 21 listopada 1952(dts)    | 13 czerwca 1956(dts)   |
| Minister sprawiedliwości                                                          |                               | Henryk Świątkowski (PZPR)   | 21 listopada 1952(dts)    | 21 kwietnia 1956(dts)  |
| Minister przemysłu maszynowego                                                    | Julian Tokarski (PZPR)        | 21 listopada 1952(dts)      | 16 kwietnia 1955(dts)     |                        |
| Minister przemysłu motoryzacyjnego                                                | Julian Tokarski (PZPR)        | 22 kwietnia 1955(dts)       | 20 czerwca 1956(dts)      |                        |
| Minister przemysłu drobnego i rzemiosła                                           | Adam Żebrowski (PZPR)         | 21 listopada 1952(dts)      | 20 września 1954(dts)     |                        |
| Minister hutnictwa                                                                | Kiejstut Żemaitis (PZPR)      | 21 listopada 1952(dts)      | 27 lutego 1957(dts)       |                        |
| Minister kontroli państwowej                                                      | Franciszek Jóźwiak (PZPR)     | 12 grudnia 1952(dts)        | 16 kwietnia 1955(dts)     |                        |
| Wiceprezes Rady Ministrów                                                         | Franciszek Jóźwiak (PZPR)     | 16 kwietnia 1955(dts)       | 24 października 1956(dts) |                        |
| Minister skupu                                                                    | Antoni Mierzwiński (PZPR)     | 9 kwietnia 1953(dts)        | 27 lutego 1957(dts)       |                        |
| Wiceprezes Rady Ministrów                                                         | Jakub Berman (PZPR)           | 18 marca 1954(dts)          | 4 maja 1956(dts)          |                        |
| Minister rolnictwa                                                                | Edmund Pszczółkowski (PZPR)   | 18 marca 1954(dts)          | 30 marca 1956(dts)        |                        |
| Przewodniczący Komitetu do spraw Bezpieczeństwa Publicznego przy Radzie Ministrów | Edmund Pszczółkowski (PZPR)   | 30 marca 1956(dts)          | 28 listopada 1956(dts)    |                        |
| Przewodniczący Państwowej Komisji Planowania Gospodarczego                        | Eugeniusz Szyr (PZPR)         | 18 marca 1954(dts)          | 11 lipca 1956(dts)        |                        |
| Minister budownictwa                                                              | Eugeniusz Szyr (PZPR)         | 14 lipca 1956(dts)          | 13 listopada 1956(dts)    |                        |
| Wiceprezes Rady Ministrów                                                         | Stanisław Łapot (PZPR)        | 14 maja 1954(dts)           | 24 października 1956(dts) |                        |
| Minister spraw wewnętrznych                                                       | Władysław Wicha (PZPR)        | 14 grudnia 1954(dts)        | 27 lutego 1957(dts)       |                        |
| Minister przemysłu materiałów budowlanych                                         | Stefan Pietrusiewicz (PZPR)   | 1 marca 1955(dts)           | 27 lutego 1957(dts)       |                        |
| Minister przemysłu maszynowego                                                    | Roman Fidelski (PZPR)         | 16 kwietnia 1955(dts)       | 7 lipca 1956(dts)         |                        |
| Minister kontroli państwowej                                                      | Roman Zambrowski (PZPR)       | 16 kwietnia 1955(dts)       | 24 października 1956(dts) |                        |
| Minister górnictwa węglowego                                                      | Franciszek Waniołka (PZPR)    | 23 marca 1956(dts)          | 27 lutego 1957(dts)       |                        |
| Minister pracy i opieki społecznej                                                | Stanisław Zawadzki (PZPR)     | 23 marca 1956(dts)          | 27 lutego 1957(dts)       |                        |
| Minister rolnictwa                                                                | Antoni Kuligowski (PZPR)      | 30 marca 1956(dts)          | 10 stycznia 1957(dts)     |                        |
| Minister kultury i sztuki                                                         | Karol Kuryluk (PZPR)          | 19 kwietnia 1956(dts)       | 27 lutego 1957(dts)       |                        |
| Minister Państwowych Gospodarstw Rolnych                                          | Mieczysław Moczar (PZPR)      | 19 kwietnia 1956(dts)       | 1 grudnia 1956(dts)       |                        |
| Minister sprawiedliwości                                                          | Zofia Wasilkowska (PZPR)      | 27 kwietnia 1956(dts)       | 27 lutego 1957(dts)       |                        |
| Minister szkolnictwa wyższego                                                     | Stefan Żółkiewski (PZPR)      | 27 kwietnia 1956(dts)       | 27 lutego 1957(dts)       |                        |
| Minister łączności                                                                |                               | Jan Rabanowski (SD)         | 13 czerwca 1956(dts)      | 27 lutego 1957(dts)    |
| Minister przemysłu drobnego i rzemiosła                                           | Zygmunt Moskwa (SD)           | 13 lipca 1956(dts)          | 27 lutego 1957(dts)       |                        |
| Wiceprezes Rady Ministrów                                                         |                               | Stefan Ignar (ZSL)          | 24 października 1956(dts) | 27 lutego 1957(dts)    |
| Minister zdrowia                                                                  |                               | Rajmund Barański            | 13 listopada 1956(dts)    | 27 lutego 1957(dts)    |
| Minister oświaty                                                                  |                               | Władysław Bieńkowski (PZPR) | 13 listopada 1956(dts)    | 27 lutego 1957(dts)    |
| Minister żeglugi                                                                  |                               | Stanisław Darski            | 13 listopada 1956(dts)    | 27 lutego 1957(dts)    |
| Minister obrony narodowej                                                         |                               | Marian Spychalski (PZPR)    | 13 listopada 1956(dts)    | 27 lutego 1957(dts)    |
| Minister handlu zagranicznego                                                     | Witold Trąmpczyński (PZPR)    | 9 grudnia 1956(dts)         | 27 lutego 1957(dts)       |                        |
| Minister rolnictwa                                                                | Edward Ochab (PZPR)           | 10 stycznia 1957(dts)       | 27 lutego 1957(dts)       |                        |

## W dniu zaprzysiężenia 21 listopada 1952
- Bolesław Bierut (PZPR) – prezes Rady Ministrów
- Józef Cyrankiewicz (PZPR) – wiceprezes Rady Ministrów
- Władysław Dworakowski (PZPR) – wiceprezes Rady Ministrów
- Tadeusz Gede (PZPR) – wiceprezes Rady Ministrów
- Piotr Jaroszewicz (PZPR) – wiceprezes Rady Ministrów
- Stefan Jędrychowski (PZPR) – wiceprezes Rady Ministrów
- Hilary Minc (PZPR) – wiceprezes Rady Ministrów
- Zenon Nowak (PZPR) – wiceprezes Rady Ministrów
- Konstanty Rokossowski (PZPR) – wiceprezes Rady Ministrów, minister obrony narodowej
- Feliks Baranowski (PZPR) – minister gospodarki komunalnej
- Czesław Bąbiński (PZPR) – minister budownictwa przemysłowego
- Hilary Chełchowski (PZPR) – minister Państwowych Gospodarstw Rolnych
- Konstanty Dąbrowski (PZPR) – minister handlu zagranicznego
- Jan Dąb-Kocioł (ZSL) – minister rolnictwa
- Tadeusz Dietrich (PZPR) – minister finansów
- Mieczysław Hoffmann (PZPR) – minister przemysłu rolnego i spożywczego
- Witold Jarosiński (PZPR) – minister oświaty
- Bolesław Jaszczuk (PZPR) – minister energetyki
- Kazimierz Mijal (PZPR) – minister-szef Urzędu Rady Ministrów
- Marian Minor (PZPR) – minister handlu wewnętrznego
- Ryszard Nieszporek (PZPR) – minister górnictwa
- Roman Piotrowski (PZPR) – minister budownictwa miast i osiedli
- Bolesław Podedworny (ZSL) – minister leśnictwa
- Mieczysław Popiel (PZPR) – minister żeglugi
- Stanisław Radkiewicz (PZPR) – minister bezpieczeństwa publicznego
- Adam Rapacki (PZPR) – minister szkolnictwa wyższego
- Bolesław Rumiński (PZPR) – minister przemysłu chemicznego
- Jan Rustecki (PZPR) – minister transportu drogowego i lotniczego
- Stanisław Skrzeszewski (PZPR) – minister spraw zagranicznych
- Włodzimierz Sokorski (PZPR) – minister kultury i sztuki
- Eugeniusz Stawiński (PZPR) – minister przemysłu lekkiego
- Ryszard Strzelecki (PZPR) – minister kolei
- Jerzy Sztachelski (PZPR) – minister zdrowia
- Wacław Szymanowski (ZSL) – minister poczt i telegrafów
- Henryk Świątkowski (PZPR) – minister sprawiedliwości
- Julian Tokarski (PZPR) – minister przemysłu maszynowego
- Adam Żebrowski (PZPR) – minister przemysłu drobnego i rzemiosła
- Kiejstut Żemaitis (PZPR) – minister hutnictwa
- wakat – minister pracy i opieki społecznej
- wakat – minister przemysłu drzewnego i papierniczego
- wakat – minister przemysłu materiałów budowlanych
- wakat – minister przemysłu mięsnego i mleczarskiego

## Zmiany w składzie Rady Ministrów
- 25 marca 1953:
  - utworzenie Ministerstwa Skupu.
- 9 kwietnia 1953:
  - nominacja – Antoni Mierzwiński (PZPR) – minister skupu.
- 18 marca 1954:
  - odwołania: Bolesław Bierut ze stanowiska prezesa Rady Ministrów, Władysław Dworakowski ze stanowiska wicepremiera, Hilary Minc ze stanowiska przewodniczącego PKPG, Bolesław Podedworny ze stanowiska ministra leśnictwa i Jan Dąb-Kocioł ze stanowiska ministra rolnictwa.
  - mianowania: Józef Cyrankiewicz – prezes Rady Ministrów (dotychczasowy wiceprezes RM), Hilary Minc – I zastępca prezesa Rady Ministrów (dotychczas wiceprezes RM i przewodniczący PKPG); Zenon Nowak – II zastępca prezesa Rady Ministrów (dotąd wiceprezes RM); Jakub Berman (PZPR) – wiceprezes Rady Ministrów; Eugeniusz Szyr (PZPR) – przewodniczący PKPG; Jan Dąb-Kocioł (ZSL) – minister leśnictwa (dot. minister rolnictwa); Edmund Pszczółkowski (PZPR) – minister rolnictwa.
- 14 maja 1954:
  - odwołanie – Ryszard Nieszporek ze stanowiska ministra górnictwa.
  - powołania: Stanisław Łapot (PZPR) – wiceprezes Rady Ministrów; Piotr Jaroszewicz (PZPR) – minister górnictwa.
- 20 września 1954:
  - Adam Żebrowski został odwołany ze stanowiska ministra przemysłu drobnego i rzemiosła, a obowiązki kierownika ministerstwa przejął Mikołaj Olszewski (PZPR), dot. Sekretarz stanu.
- 7 grudnia 1954:
  - likwidacja Ministerstwa Bezpieczeństwa Publicznego oraz utworzenie Ministerstwa Spraw Wewnętrznych i Komitetu do Spraw Bezpieczeństwa Publicznego przy Radzie Ministrów.
  - odwołanie Hilarego Chełchowskiego ze stanowiska ministra państwowych gospodarstw rolnych,
  - powołania: Stanisław Radkiewicz – minister państwowych gospodarstw rolnych (dot. minister bezpieczeństwa publicznego); Władysław Wicha (PZPR) – minister spraw wewnętrznych (dot. podsekretarz stanu w Ministerstwie Kontroli Państwowej); Władysław Dworakowski (PZPR) – przewodniczący Komitetu ds. Bezpieczeństwa Publicznego.
- 1 marca 1955:
  - nominacja: Stefan Pietrusiewicz (PZPR) – minister przemysłu materiałów budowlanych.
- 11 marca 1955:
  - przekształcenie Ministerstwa Poczt i Telegrafów w Ministerstwo Łączności.
- 16 kwietnia 1955:
  - utworzenie Ministerstwa Przemysłu Motoryzacyjnego; minister – Julian Tokarski dot. minister przemysłu maszynowego.
  - Franciszek Jóźwiak odwołany z funkcji ministra kontroli państwowej i mianowany wiceprezesem Rady Ministrów.
  - inne nominacje: Roman Zambrowski (PZPR) – minister kontroli państwowej; Roman Fidelski (PZPR) – minister przemysłu maszynowego.
- 18 kwietnia 1955:
  - przekształcenie Ministerstwa Górnictwa w Ministerstwo Górnictwa Węglowego; minister bez zmiany.
- 1 lutego 1956:
  - odwołania: Feliks Baranowski ze stanowiska ministra gospodarki komunalnej i Kazimierz Mijal ze stanowiska ministra-szefa Urzędu Rady Ministrów.
  - powołanie – Kazimierz Mijal – minister gospodarki komunalnej.
- 23 marca 1956:
  - odwołanie – Piotr Jaroszewicz z funkcji ministra górnictwa węglowego (dalej był wicepremierem).
  - powołania: Franciszek Waniołka (PZPR) – minister górnictwa węglowego; Stanisław Zawadzki (PZPR) – minister pracy i opieki społecznej.
- 30 marca 1956:
  - odwołania: Edmund Pszczółkowski z funkcji ministra rolnictwa i Dworakowski z funkcji przew. Komitetu ds. Bezpieczeństwa Publicznego.
  - powołania: Antoni Kuligowski (PZPR) – minister rolnictwa; Edmund Pszczółkowski – przewodniczący Komitetu ds. Bezpieczeństwa Publicznego.
- 19 kwietnia 1956:
  - Stanisław Radkiewicz odwołany ze stanowiska ministra państwowych gospodarstw rolnych i powołany Mieczysław Moczar (PZPR); Włodzimierz Sokorski odwołany ze stanowiska ministra kultury i sztuki, a zastąpił go Karol Kuryluk (PZPR).
- 21 kwietnia 1956:
  - Henryk Świątkowski odwołany ze stanowiska ministra sprawiedliwości.
- 27 kwietnia 1956:
  - odwołania: Adam Rapacki ze stanowiska ministra szkolnictwa wyższego i Stanisław Skrzeszewski ze stanowiska ministra spraw zagranicznych.
  - powołania: Adam Rapacki (PZPR) – minister spraw zagranicznych; Zofia Gawrońska-Wasilkowska (PZPR) – minister sprawiedliwości; prof. Stefan Żółkiewski – minister szkolnictwa wyższego.
- 4 maja 1956:
  - na stanowisku wiceprezesa Rady Ministrów Bermana zastąpił minister przemysłu lekkiego Eugeniusz Stawiński.
- 13 czerwca 1956:
  - prof. Wacław Szymanowski odwołany ze stanowiska ministra łączności a zastąpił go Jan Rabanowski (SD).
- 5 lipca 1956:
  - połączenie urzędu ministra budownictwa przemysłowego oraz ministra budownictwa miast i osiedli w urząd ministra budownictwa.
- 7 lipca 1956:
  - odwołania: Roman Fidelski ze stanowiska ministra przemysłu maszynowego; Bolesław Jaszczuk ze stanowiska ministra energetyki i Julian Tokarski ze stanowiska ministra przemysłu motoryzacyjnego.
  - powołania: Bolesław Jaszczuk – minister przemysłu maszynowego; Eugeniusz Zadrzyński (PZPR) – tymczasowy kierownik Ministerstwa Energetyki.
- 11 lipca 1956:
  - połączenie urzędu ministra przemysłu rolnego i spożywczego z urzędem ministra przemysłu mięsnego i mleczarskiego w urząd ministra przemysłu spożywczego; połączenie urzędu ministra leśnictwa z urzędem ministra przemysłu drzewnego i papierniczego w urząd ministra leśnictwa i przemysłu drzewnego.
  - odwołania: Eugeniusza Szyra ze stanowiska przew. PKPG, Czesława Bąbińskiego ze stanowiska ministra budownictwa przemysłowego oraz Romana Piotrowskiego z funkcji ministra miast i osiedli.
  - powołania: Stefan Jędrychowski (PZPR) – przewodniczący PKPG; Eugeniusz Szyr (PZPR) – minister budownictwa.
- 13 lipca 1956:
  - powołanie – Zygmunt Moskwa (SD) – minister przemysłu drobnego i rzemiosła.
- 16 lipca 1956:
  - powołania: Jan Dąb-Kocioł (ZSL) – minister leśnictwa i przemysłu drzewnego; Mieczysław Hoffmann (PZPR) – minister przemysłu spożywczego.
- 4 sierpnia 1956:
  - Witold Jarosiński odwołany ze stanowiska ministra oświaty.
- 11 września 1956:
  - powołanie – Feliks Baranowski (PZPR) – minister oświaty.
- 10 października 1956:
  - Hilary Minc odwołany ze stanowiska I zastępcy prezesa Rady Ministrów.
- 24 października 1956:
  - odwołania: Zenon Nowak, Tadeusz Gede, Stefan Jędrychowski, Franciszek Jóźwiak, Stanisław Łapot, Eugeniusz Stawiński, Roman Zambrowski.
  - powołania: Zenon Nowak – wiceprezes Rady Ministrów; prof. Stefan Ignar (ZSL) – wiceprezes Rady Ministrów; gen. bryg. Jan Górecki (PZPR) – kierownik Ministerstwa Kontroli Państwowej.
- 13 listopada 1956:
  - odwołania: Konstanty Rokossowski, Feliks Baranowski, Mieczysław Popiel, Jerzy Sztachelski, Eugeniusz Szyr.
  - powołania: gen. dyw. Marian Spychalski (PZPR) – minister obrony narodowej; Władysław Bieńkowski (PZPR) – minister oświaty; prof. Rajmund Barański (bezp.) – minister zdrowia; prof. Stanisław Darski (bezp.) – minister żeglugi; Jerzy Sztachelski (PZPR) – minister bez teki, pełnomocnik rządu do spraw stosunków z Kościołem; Władysław Kopeć (PZPR) – kierownik Ministerstwa Budownictwa.
- 15 listopada 1956;
  - zniesienie Państwowej Komisji Planowania Gospodarczego i utworzenie Komisji Planowania przy Radzie Ministrów.
- 9 grudnia 1956:
  - Minister handlu zagranicznego Konstanty Dąbrowski został zastąpiony prof. Witoldem Trąmpczyńskim (PZPR).
- 31 grudnia 1956:
  - Stefan Jędrychowski mianowany przewodniczącym Komisji Planowania (dot. przewodniczący PKPG).
- 10 stycznia 1957:
  - Minister rolnictwa Antoni Kuligowski został zastąpiony przez Edwarda Ochaba (PZPR).